# Lewis (Nowy Jork)
Lewis – miasto w Stanach Zjednoczonych, w stanie Nowy Jork, w hrabstwie Essex.